# حماستان
حماستان ((بالعبرية: חמאסטן‏)) هو دمج لكلمتي 'حماس'، المنظمة السياسية الفلسطينية، و'-ستان', الاحقة من أصل فارسي وتعني «منزل/مكان». يستعمل المصطلح عموما بما يتعلق بإدارة حركة حماس لقطاع غزة في الأراضي الفلسطينية. وللمصطلح معنى تحقيري عندما يستخدمه الإعلام الغربي وخاصة الإعلام الإسرائيلي.